# Ребекка Латімер Фелтон
Ребе́кка Енн Ла́тімер Фе́лтон (англ. Rebecca Ann Latimer Felton; 10 червня 1835, Декейтер, Джорджія, США — 24 січня 1930, Атланта, Джорджія, США) — американська політична діячка, суфражистка, письменниця й викладачка. Перша жінка в історії США, що обійняла посаду сенатора. Остання колишня рабовласниця серед обох палат Конгресу США.

## Життєпис
Народилася 10 червня 1835 року в Декейтері, Джорджія, в родині Чарльза Латімера (англ. Charles Latimer), заможного плантатора, торговця та власника універмагу. Батько був родом із Меріленду, переїхав до округ Де-Калб (англ. DeKalb County) у 1820-х роках. Мати, Елеонор Свіфт Латімер (англ. Eleanor Swift Latimer) народилася в місті Морґан, штат Джорджія. Була старшою з чотирьох дітей. Її сестра, Мері Латімер (англ. Mary Latimer), також стала видатною активісткою у русі за жіноче виборче право в США.
Коли Ребецці виповнилось 15, батько відправив її жити з ріднею до міста Медісон, аби вона могла відвідувати заняття жіночого методистського коледжу. Закінчила вона його у 17 років, 1852-го.
1853 року одружилася з Вільямом Гарреллом Фелтоном. Переїхала до передмістя Картерсвілю, де побутувало рабовласництво. Народила п'ятьох дітей, з яких вижив один — Говард Ервін Фелтон (англ. Howard Erwin Felton).
Після закінчення Громадянської війни Фелтон із чоловіком втратили можливість мати рабів. Разом вони відкрили школу в Картерсвілі.
Останні роки життя Фелтон провела в Картерсвілі, займалася письменництвом і вчителюванням. Померла в Атланті, 24 січня 1930 року; її тіло перевезли до цвинтаря Оак-Гіл у Картерсвілі.

## Діяльність

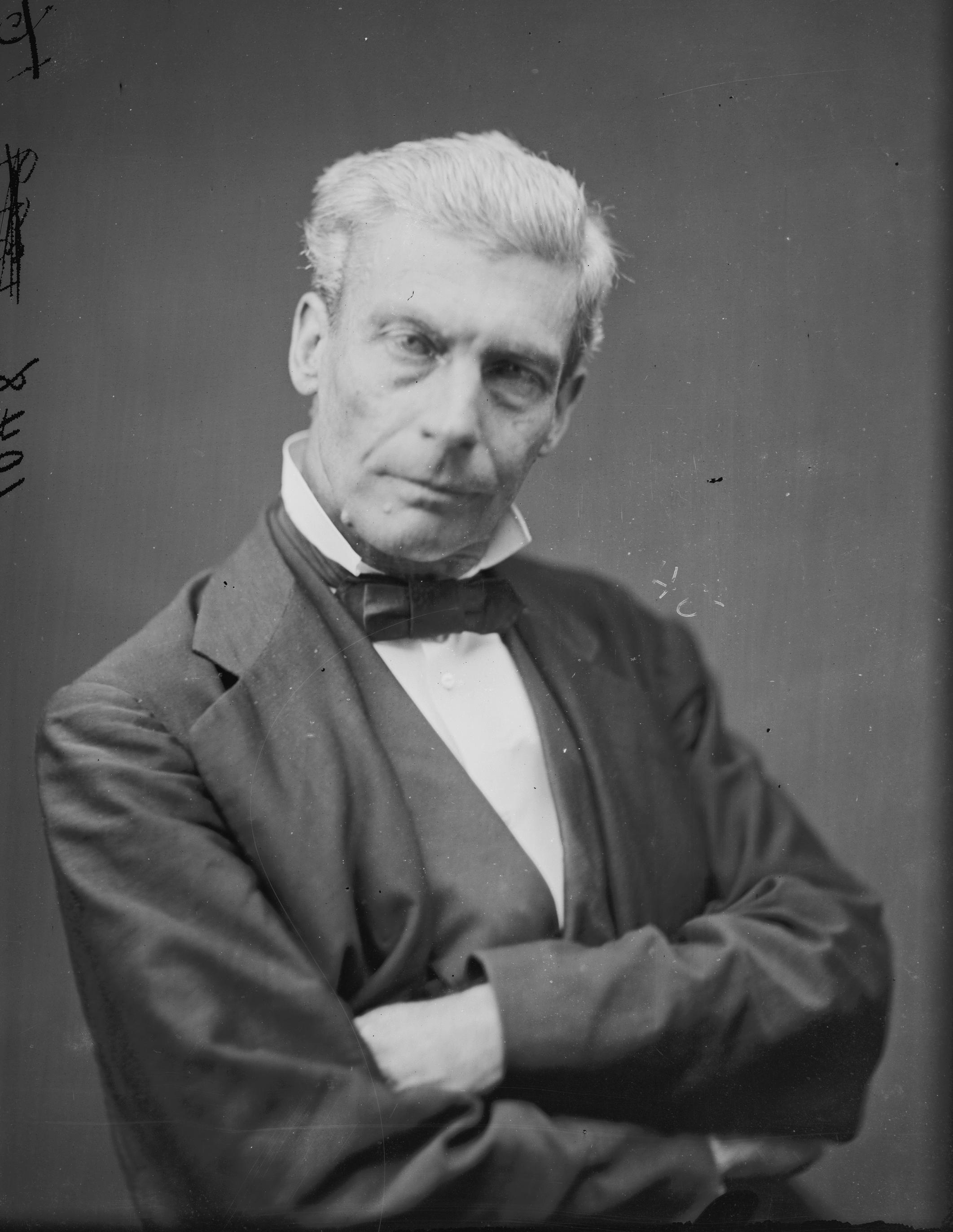
Вільям Гаррелл Фелтон, чоловік Ребекки

Приєднавшись до Жіночого союзу тверезості 1886 року, Фелтон досягла великих успіхів в ораторстві, агітуючи за рівні права для всіх білих жінок.
Фелтон доводила, що чоловіки недооцінюють важливість роботи дружин і матерів, наголошувала, що жінки повинні мати більшу владу в родині і більший вплив на прийняття рішень. Фелтон відстоювала належну освіту для білих жінок та їхню економічну незалежність від чоловіків.
1900 року офіційно приєдналася до суфражистського руху (англ. Women's Suffrage Movement). Ставши відомою феміністкою, Фелтон нажила безліч ідейних опонентів. 1915 року під час розгляду законопроєкту про право голосу для жінок Фелтон брала участь у дебатах з людьми, нелояльними до суфражизму. Конгресмен-посередник дозволив її опонентам говорити впродовж 45 хвилин, тоді як Фелтон перервали після 30-ти. Вона проігнорувала зупинку та продовжила мовити ще 15 хвилин. Всупереч цьому, Законодавчий комітет Джорджії не ухвалив законопроєкт.
1922 року губернатор Томас Вільям Гардвік призначив 87-річну Фелтон сенаторкою від Джорджії, на заміну померлому Томасу Вотсону. Призначення Фелтон було, більшою мірою, виявом поваги до прав жінок, а також політичним маневром Гардвіка з метою отримання голосів жіноцтва на виборах.
Фелтон присягнула 21 листопада, і, хоча її термін повноважень тривав усього день, вона офіційно стала першою жінкою-сенаторкою у США.  Крім того, Ребекка Фелтон донині зберігає статус єдиної жінки-сенаторки від Джорджії.

## Расові погляди
За звичаями часу Фелтон вірила у перевагу білої раси. Одного разу вона заявила, що чим довше Джорджія буде фінансувати освіту для темношкірого населення, тим більше воно буде скоювати злочинів. Вона вважала молодих темношкірих людей, які досягли рівноправності, «напівцивілізованими горилами», а також, що вони нездорово хтиві до білих жінок. Фелтон відстоювала право голосу для білих жінок, проте засуджувала надання тотожних можливостей темношкірим.